# Georg Herrlein
Georg Benno Friedrich Herrlein (* 12. Juni 1851 in Margretenhaun; † 19. März 1902 in Gießen) war ein preußischer Oberstleutnant, Gutsbesitzer und Abgeordneter des Provinziallandtages der Provinz Hessen-Nassau.

## Leben

### Herkunft und Familie
Georg Herrlein entstammte der Malerfamilie Herrlein, die überwiegend im 18. Jahrhundert wirkte und im Raum Fulda ansässig war. Seine Eltern waren der Gutsbesitzer und Politiker Franz Herrlein und dessen Ehefrau Sophie, geborene Gößmann. Seine Großeltern waren der Revierförster Heinrich Joseph Herrlein und Elisabeth Romstadt. Georg  war verheiratet. Angaben über seine Ehefrau sind nicht überliefert. Aus der Ehe ging der spätere General der Infanterie Friedrich Herrlein (1889–1974) hervor.

### Militärkarriere
Herrlein trat am 2. Februar 1871 in das 3. Hessische Infanterie-Regiment Nr. 83 der Preußischen Armee ein und avancierte bis Mitte Dezember 1872 zum Sekondeleutnant. Von Oktober 1876 bis November 1879 war er als Adjutant des II. Bataillons im 3. Hessischen Landwehr-Regiment Nr. 83 und von Mitte Mai bis Mitte August 1880 zur Dienstleistung beim Generalkommando des XI. Armee-Korps kommandiert. Herrlein stieg Mitte Oktober 1881 zum Premierleutnant auf und war im Oktober/November 1883 zur Dienstleistung zur 22. Division kommandiert. Unter Beförderung zum überzähligen Hauptmann und Stellung à la suite des Schleswig-Holsteinisches Füsilier-Regiments Nr. 86 erfolgte am 22. November 1887 seine Kommandierung als Adjutant der 28. Infanterie-Brigade. Unter Entbindung von diesem Kommando wurde er am 28. September 1888 als Kompaniechef in das 2. Rheinische Infanterie-Regiment versetzt. Mitte Mai 1894 folgte seine Kommandierung als Adjutant der 16. Division und unter Belassung in diesem Kommando wurde Herrlein Mitte November 1895 als überzähliger Major in das Infanterie-Regiment „Graf Werder“ (4. Rheinisches) Nr. 30 versetzt. Unter Entbindung von seinem Kommando erfolgte am 20. Mai 1896 seine Ernennung zum Bataillonskommandeur im Infanterie-Regiment „Kaiser Wilhelm“ (2. Großherzoglich Hessisches) Nr. 116 in Gießen. Nachdem er 1899 die Generalstabsreise des XVIII. Armee-Korps absolviert hatte, wurde er Mitte April 1901 Oberstleutnant und rückte einen Monat später in den Regimentsstab auf.
Er bewirtschaftete den väterlichen Gutshof Margaretenhaun und erhielt 1899 in indirekter Wahl ein Mandat für den Kurhessischen Kommunallandtag des Regierungsbezirks Kassel, aus dessen Mitte er zum Abgeordneten des Provinziallandtages der Provinz Hessen-Nassau bestimmt wurde. Er blieb bis zu seinem Tode in den Ämtern.